# Radoslav Katičić
Radoslav Katičić (* 3. Juli 1930 in Zagreb; † 10. August 2019 in Wien) war ein kroatischer Sprachwissenschaftler und Kulturhistoriker. Er galt in Kroatien als „Polyhistor“ und Vertreter einer „multidisziplinären Philologie“ sowie als eine der wichtigsten Autoritäten für Fragen der kroatischen Sprache und Kulturgeschichte.

## Werdegang
Katičić studierte an der Universität Zagreb und wurde 1959 ebenda mit einer Arbeit über die indoeuropäische Verbalflexion promoviert. Neben der Indogermanistik beschäftigte er sich u. a. mit Klassischer Philologie, allgemeiner Sprachwissenschaft, Indologie und der Geschichte der kroatischen Sprache. Ab dem Jahre 1972 war Katičić als Ordinarius an der Universität Zagreb tätig. Am 21. Juli 1977 trat er seinen Dienst in Nachfolge Josip Hamms als Ordinarius für Slavische Philologie am Institut für Slawistik der Universität Wien an; ebenda emeritierte er 1998.
Katičić war wirkliches Mitglied der philosophisch-historischen Klasse der Österreichischen Akademie der Wissenschaften und Mitglied mehrerer europäischer Akademien (Hrvatska akademija znanosti i umjetnosti, Akademija nauka i umjetnosti Bosne i Hercegovine, Det Norske Videnskaps-Akademi, Accademia Nazionale dei Lincei, Academia Europaea (1991) und Academia Scientiarum et Artium Kosoviensis).

## Werk
Katičićs wissenschaftliche Leistungen können in fünf Gebiete unterteilt werden:
- Allgemeine Sprachwissenschaft und Studien der alten Sprachstufen auf dem Balkan, hauptsächlich auf dem methodischen Ansatz der Transformationsgrammatik beruhend
- Linguistisch-stilistische Arbeiten über bestimmte Aspekte verschiedener europäischer und außereuropäischer Sprachen
- Zahlreiche Arbeiten zur Geschichte der kroatischen Sprache vom Beginn der Schriftlichkeit in Kroatisch-Kirchenslawisch über die volkssprachlich verfassten Werke von Renaissance-Schriftstellern wie Marin Držić oder Marko Marulić bis zur Syntax der modernen kroatischen Standardsprache
- Synthetische Arbeiten, die die Anfänge der kroatischen Zivilisation mit einem multidisziplinären Ansatz unter Zuhilfenahme von Philologie, Archäologie, Kulturologie, Paläographie und Textkritik analysieren
- Rekonstruktion urslawischer sakraler Dichtung und des vorchristlichen Glaubens slawischsprachiger Völker (Fünf Bücher mit dem Untertitel 'Tragovima svetih pjesama naše pretkršćanske starine' (Entlang den Spuren heiliger Lieder unserer vorchristlichen Urzeit))

Einige Aspekte seiner Arbeit stießen auf Kritik, vor allem seine puristische Herangehensweise an die linguistische Terminologie, die  primordialistische Auffassung von Nation und Subjektivität in Artikeln zur Sprachenpolitik. Darüber hinaus wurde sein Werk zur Syntax von anderen kroatischen Syntaktikern negativ beurteilt.

## Schriften
- Osnovni pojmovi suvremene lingvističke teorije. Zagreb 1967.
- A Contribution to the General Theory of Comparative Linguistics. Mouton, Den Haag 1970. 160 S.
- Jezikoslovni ogledi. Zagreb 1971.
- Stara indijska književnost. Zagreb 1973.
- Ancient Languages of the Balkans. 2 Bände. Mouton, Den Haag/Paris 1976.
- Die Literatur des kroatischen Frühmittelalters aus philologischer und kulturgeschichtlicher Sicht. Verlag der Österr. Akad. der Wiss., Wien 1983.
- Ogledi i rasprave. (PSHK, Band. 161), Nakladni zavod Matice hrvatske, Zagreb 1984,
- Novi jezikoslovni ogledi. Zagreb 1984.; 2. Aufl. 1992.
- Sintaksa hrvatskoga književnog jezika. Zagreb 1986; 2. Aufl. 1999.; 3. Aufl. 2003.
- Uz početke hrvatskih početaka. Split 1993.
- Na ishodištu. Zagreb 1994.
- Illyricum mithologicum. Zagreb 1995.
- Ein Ausblick auf die slawischsprachige Völkerwelt im Südosten. Verl. der Österr. Akad. der Wiss., Wien 1996.
- Litterarum studia. Književnost i naobrazba ranoga hrvatskog srednjovjekovlja. Zagreb 1998.
- Literatur- und Geistesgeschichte des kroatischen Frühmittelalters. Verl. der Österr. Akad. der Wiss., Wien 1999.
- Na kroatističkim raskrižjima. Zagreb 1999.
- Auf den Spuren sakraler Dichtung des slawischen und des baltischen Heidentums. Westdt. Verl., Wiesbaden 2001; Schöningh, Paderborn 2003.
- Die Hauswirtin am Tor. Lang, Frankfurt am Main 2003.
- "La letteratura medievale croata", In: Lo spazio letterario del medioevo, Padua 2006, S. 523–568.
- Boristenu u pohode. Zagreb 2008.
- Božanski boj. Tragovima svetih pjesama naše pretkršćanske starine. Zagreb 2008.
- Zeleni lug. Tragovima svetih pjesama naše pretkršćanske starine. Zagreb 2010.
- Gazdarica na vratima. Tragovima svetih pjesama naše pretkršćanske starine. Zagreb 2011.
- Hrvatski jezik. Zagreb 2013.
- Vilinska vrata: I dalje tragovima svetih pjesama naše pretkršćanske starine. Zagreb, 2014.
- Naša stara vjera: Tragovima svetih pjesama naše pretkršćanske starine. Zagreb, 2017.
- Konturen und Zusammenhalt der kroatischen Sprache. Zagreb 2017, Hrsgb: Georg Holzer, Zorka Kinda-Berlakovich

## Auszeichnungen und Ehrungen (Auswahl)
- 1999: "Stjepan Ivšić"-Preis für herausragende Leistungen in der Sprachwissenschaft.[18]
- 2006: Kroatischer Staatspreis für Wissenschaft, für sein Lebenswerk.[19]
- 2018:  Fürst-Branimir-Orden mit Halsband für seine kontinuierliche Erforschung der kroatischen Sprachidentität und Kultur sowie seinen außergewöhnlichen Beitrag zur kroatischen und weltweiten Linguistik[20]